# Nannaethiops
Nannaethiops – rodzaj ryb promieniopłetwych z rodziny Distichodontidae.

## Zasięg występowania
Rodzaj obejmuje gatunki występujące w słodkowodnych wodach Afryki.

## Morfologia
Długość ciała do 6,2 cm.

## Systematyka
Rodzaj zdefiniował w 1872 roku niemiecko-angielski zoolog Albert C.L.G. Günther na łamach Proceedings of the Zoological Society of London. Na gatunek typowy wyznaczono w ramach oznaczenia monotypowego N. unitaeniatus.

### Etymologia
Nannaethiops: gr. ναννος nannos ‘karzeł’; Αιθιοψ Aithiops ‘Etiopczyk, Murzyn, czarnoskóry’, od αιθω aithō ‘palić, płonąć’; ωψ ōps, ωπος ōpos ‘twarz’.

### Podział systematyczny
Do rodzaju należą następujące gatunki:
- Nannaethiops bleheri Géry & Zarske, 2003
- Nannaethiops gracilis (Matthes, 1964)
- Nannaethiops unitaeniatus Günther, 1872